# Andrey Esipenko
Andrey Evguénievich Esipenko (en ruso: Андрей Евгеньевич Есипенко ; nacido el 22 de marzo de 2002) es un gran maestro de ajedrez ruso. Ganó el Campeonato de Ajedrez Europeo U10 en 2012, y el Campeonato de Ajedrez Europeo U16 y Mundial U16 en 2017.

## Carrera
Esipenko nació en 2002 en Novocherkassk en el Óblast de Rostov. Comenzó a jugar al ajedrez cuando tenía cinco años. Esipenko se convirtió en Campeón de Europa Sub-10 de Ajedrez en 2012. Obtuvo su título de maestro de la FIDE en 2013. Consiguió todas sus normas de gran maestro a finales de 2017 y la FIDE le otorgó el título en abril de 2018.
Del 30 de mayo al 10 de junio de 2017, participó en el Campeonato de Europa Individual de Ajedrez de 2017 . Obtuvo una puntuación de 6½ / 11 (+ 4–2 = 5). Ganó el Campeonato de Ajedrez Europeo Sub-16 y el Mundial Sub-16 en 2017.
Compitió en el Campeonato Mundial de Ajedrez Rápido de 2017, con una puntuación de 7½ / 15 para una calificación de 2622. Durante el torneo jugó un sacrificio de dama contra Serguéi Kariakin, del que se dijo que podría ser "la jugada del año".

### 2019-2021
Esipenko compitió en los Tata Steel Challengers en enero de 2019, quedando en segundo lugar con 8½ / 13 (+ 5–1 = 7). En marzo, participó en el Campeonato de Europa Individual de Ajedrez . Finalizó en el puesto 16 con 7½ / 11 (+ 6–2 = 3) y se clasificó para la Copa Mundial de Ajedrez 2019 . En la Copa del Mundo de Ajedrez, Esipenko derrotó al ex campeón mundial de la FIDE Ruslán Ponomariov en la primera ronda. Emparejado contra Peter Svidler en la segunda ronda, Esipenko empató los juegos clásicos pero fue eliminado en los desempates rápidos.
En enero de 2020, Esipenko participó en el Gibraltar Masters . Fue líder en solitario durante seis rondas con 5½ / 6, y finalmente compartió el primer lugar con 7½ / 10 para una puntuación de 2809. En un desempate a cuatro bandas por el título, Esipenko fue eliminado en las semifinales por el eventual ganador del torneo, David Paravyan .
Esipenko compitió en el Tata Steel Masters en enero de 2021. En la octava ronda derrotó al campeón mundial Magnus Carlsen en su primera partida a ritmo de juego clásico. Carlsen optó por la Defensa Siciliana, Variante Scheveningen a la que Esipenko eligió la agresiva línea 8.g4 inspirada en el Ataque de Keres. Esta fue la primera derrota de Carlsen ante un adolescente (en ritmos de tiempo estándar) desde 2011 y su primera derrota ante un jugador con calificación sub-2700 desde 2015. Esipenko terminó el torneo en tercer lugar, con 8/13 (+ 4–1 = 8) para una puntuación de 2815.
Esipenko también participó en la 74a edición del Campeonato Ruso de Ajedrez, que se celebró del 9 de octubre de 2021 al 20 de octubre de 2021. Terminó tercero en desempates, con una puntuación de 6/12.